# Gare de Flitwick
La gare de Flitwick est au centre de Flitwick dans le Bedfordshire, en Angleterre. La gare est située sur la Ligne principale des Midlands (en).

## Description
La station est gérée par Thameslink, qui exploitent tous les trains qui desservent, et est desservi par les services de route Thameslink entre Bedford et Brighton. Ainsi que Flitwick lui-même, la gare dessert également la ville voisine de Ampthill, qui ne possède pas sa propre gare.
À la gare de Flitwick, les trains se déplacent au nord et servent Bedford et les trains en direction du sud de l'Angleterre servent Luton, Luton Airport Parkway, Harpenden, St Albans, London St Pancras, l'aéroport de Gatwick et Brighton.

## Situation ferroviaire
La gare est établie à 78 mètres d'altitude sur la Ligne principale des Midlands (en) entre les gares de Bedford (en) et Harlington, Luton.

## Histoire
Elle a été construite par le Midland Railway en 1870 sur son extension à St-Pancras. Les bâtiments d'origine de la station ont été restaurés dans les années 1980.
Il y avait à l'origine des plates-formes pour deux lignes. Ceci est resté au cas où la ligne a été multiplié par quatre[pas clair]. Les marchandises ont ouvert en 1893 et étendu à Harlington en 1894, et les marchandises vers le bas ouvert en 1895[pas clair]. Il a fallu attendre 1960 pour que les chemins de fer britanniques ajoutent des plates-formes supplémentaires pour répondre aux services d'arrêt prolongés entre Bedford et Londres.

## Desserte
Le service typique hors pointe de cette station est :
- quatre trains par heure à Bedford;
- quatre trains par heure à Brighton via Luton, Luton Airport Parkway, Harpenden, St Albans, Londres et l'aéroport de Gatwick.

Actuellement, les services à Flitwick sont exploités en utilisant la classe 319, classe 387 ou la classe 377 EMU.

## Accueil
La gare de Flitwick dispose d'une salle d'attente, une cafétéria, une presse, une cabine téléphonique, des toilettes et un parking. Il y a deux entrées : l'une à la billetterie de Steppingley Road et l'autre directement sur la passerelle de Dunstable Road.